# Ballerini (album)
Ballerini è il quarto album in studio della cantante statunitense Kelsea Ballerini, pubblicato nel 2020.
Si tratta di una versione riarrangiata in chiave acustica del precedente album dell'artista, ovvero Kelsea (2020).

## Tracce
1. Overshare – 2:52
2. Club – 2:46
3. Homecoming Queen? – 2:57
4. The Other Girl (with Halsey) – 3:33
5. Love Me Like a Girl – 3:52
6. Love and Hate – 2:43
7. Bragger – 2:54
8. Hole in the Bottle – 2:32
9. Half of My Hometown (with Kenny Chesney) – 3:56
10. The Way I Used To – 3:19
11. Needy – 3:16
12. A Country Song – 3:07
13. LA – 2:58